# Badulla
Badulla (singalesisk: බදුල්ල, tamil: பதுளை) er en by i det centrale Sri Lanka, med et indbyggertal (pr. 2005) på cirka 42.000. Badulla er omkring 60 km fra Kandy. Byen er hovedstad i Uva-provinsen og er hovedsageligt beskæftiget med dyrkelse af te.
6°59′5″N 81°03′23″Ø / 6.98472°N 81.05639°Ø